# Grupa 13 (wytwórnia filmowa)
Grupa 13 Sp. z o.o. – polski dom produkcyjny z siedzibą we Wrocławiu realizujący filmy reklamowe i promocyjne, teledyski oraz filmy fabularne i dokumentalne. Firma powstała w 2000 roku z inicjatywy Dariusza Szermanowicza wówczas gitarzysty zespołu Hurt.
Grupa 13 zrealizowała ponad 400 teledysków w tym m.in. dla takich wykonawców i grup muzycznych jak: Afromental, Behemoth, WWO, Kazik Staszewski, Edyta Górniak, Iwona Węgrowska, Lipali, Molesta Ewenement, Mezo, Paulla, Pezet, PIN, Slums Attack, Stachursky, None, Ocean, Owal, Totentanz, Hunter, UnSun, Homo Twist, Grammatik, Kult, KSU, Kombii, Red Lips, Gosia Andrzejewicz, DonGURALesko, Blade Loki, Candy Girl oraz Decapitated.
W początkowym okresie działalność firmy była skupiona na rynku krajowym. W latach późniejszych za sprawą teledysków nakręconych dla zespołu Behemoth, Grupa 13 zyskała zainteresowanie europejskiej sceny muzyki heavymetalowej. Efektem była współpraca z takimi zespołami jak: Amon Amarth, Kreator, Eluveitie i Sonata Arctica. Szereg produkcji domu uzyskało nominacje i wyróżnienia m.in. na Festiwalu Polskich Wideoklipów Yach Film.
W 2012 roku firma przyjęła status spółki z ograniczoną odpowiedzialnością.